# هاتسوكايجي (هيروشيما)
هاتسوکایجي هي مدينة تقع في محافظة هيروشيما، اليابان.  تبلغ مساحة هذه المدينة 489.36 (كم²)، ويبلغ عدد سكانها 115,120 نسمة حسب إحصاء سنة 2010 م.

## توأمة
لهاتسوكايجي (هيروشيما) اتفاقيات توأمة مع كل من:
- ماسترتون [الإنجليزية]‏
- جبل القديس ميشيل

## أعلام
- هيروشي كوباياشي
- نوبويوكي هياما